# Vejle BK
Vejle Boldklub – duński klub piłkarski z siedzibą w mieście Vejle w środkowej Jutlandii, grający w Superligaen.

## Historia
Klub Vejle BK założony został 3 maja 1891 jako klub krykietowy. W 1902 została założona sekcja piłki nożnej. Zespół pięciokrotnie zdobywał mistrzostwo Danii i sześciokrotnie sięgał po puchar kraju.

## Sukcesy
- mistrzostwa Danii:
  - mistrzostwo (5): 1958, 1971, 1972, 1978, 1984
  - wicemistrzostwo (3): 1965, 1974, 1997/1998
- Puchar Danii w piłce nożnej
  - zwycięstwo (6): 1958, 1959, 1972, 1975, 1977, 1981
  - finał (1): 1968

## Europejskie puchary
Legenda do wszystkich tabel:
- Q – runda eliminacyjna, 1/16, 1/8, 1/4, 1/2 – odpowiednia faza rozgrywek, Grupa – runda grupowa, 1r gr – pierwsza runda grupowa, 2r gr – druga runda grupowa, F – finał, R – runda, PO – play-off
- k. – rzuty karne, los. – losowanie, Dogr. – dogrywka, w. – zasada bramek strzelonych na wyjeździe

| Sezon   | Rozgrywki                 | Runda | Przeciwnik          | Dom | Wyjazd | Ogólnie |
| ------- | ------------------------- | ----- | ------------------- | --- | ------ | ------- |
| 1972/73 | Puchar Europy             | 1R    | RSC Anderlecht      | 0–3 | 2–4    | 2–7     |
| 1973/74 | Puchar Europy             | 1R    | FC Nantes           | 2–2 | 1–0    | 3–2     |
| 1973/74 | Puchar Europy             | 1/8   | Rangers             | 0–1 | 0–0    | 0–1     |
| 1975/76 | Puchar Zdobywców Pucharów | 1R    | FC Den Haag         | 0–2 | 0–2    | 0–4     |
| 1977/78 | Puchar Zdobywców Pucharów | 1R    | Progrès Niedercorn  | 9–0 | 1–0    | 10–0    |
| 1977/78 | Puchar Zdobywców Pucharów | 1/8   | PAOK FC             | 3–0 | 1–2    | 4–2     |
| 1977/78 | Puchar Zdobywców Pucharów | 1/4   | FC Twente           | 0–3 | 0–4    | 0–7     |
| 1979/80 | Puchar Europy             | 1R    | Austria Wiedeń      | 3–2 | 1–1    | 4–3     |
| 1979/80 | Puchar Europy             | 1/8   | Hajduk Split        | 0–3 | 2–1    | 2–4     |
| 1981/82 | Puchar Zdobywców Pucharów | 1R    | FC Porto            | 2–1 | 0–3    | 2–4     |
| 1985/86 | Puchar Europy             | 1R    | Steaua Bukareszt    | 1–1 | 1–4    | 2–5     |
| 1990/91 | Puchar UEFA               | 1R    | FC Admira/Wacker    | 0–1 | 0–3    | 0–4     |
| 1997/98 | Puchar UEFA               | 2Q    | Hapoel Petach Tikwa | 0–0 | 0–1    | 0–1     |
| 1998/99 | Puchar UEFA               | 2Q    | Oțelul Gałacz       | 3–0 | 3–0    | 6–0     |
| 1998/99 | Puchar UEFA               | 1R    | Real Betis          | 1–0 | 0–5    | 1–5     |

## Skład na sezon 2024/2025
Stan na 9 września 2024
| Nr | Poz. | Piłkarz                      |
| -- | ---- | ---------------------------- |
| 1  | BR   | Igor Vekič                   |
| 2  | OB   | Thomas Gundelund             |
| 3  | OB   | Miiko Albornoz               |
| 4  | OB   | Oliver Provstgaard (kapitan) |
| 5  | PO   | Hamza Barry                  |
| 7  | NA   | Yeni Ngbakoto                |
| 8  | PO   | Tobias Lauritsen             |
| 10 | PO   | Kristian Kirkegaard          |
| 11 | NA   | Musa Juwara                  |
| 13 | OB   | Stefan Wełkow                |
| 14 | OB   | Damian van Bruggen           |
| 15 | PO   | Ebenezer Ofori               |
| 16 | OB   | Andreas Tomaselli            |
| 17 | NA   | Dimitris Emmanouilidis       |

| Nr | Poz. | Piłkarz                                    |
| -- | ---- | ------------------------------------------ |
| 18 | NA   | Anders Jacobsen                            |
| 22 | OB   | Anders Sønderskov                          |
| 23 | OB   | Lasse Flø                                  |
| 24 | BR   | Tobias Haahr Jakobsen                      |
| 25 | OB   | Luka Hujber                                |
| 29 | OB   | Richard Jensen (wypożyczony z Aberdeen)    |
| 30 | PO   | Oliver Amby                                |
| 33 | NA   | Emmanuel Yeboah (wypożyczony z Brøndby IF) |
| 34 | PO   | Lundrim Hetemi                             |
| 37 | NA   | Christian Gammelgaard                      |
| 38 | OB   | David Čolina (wypożyczony z FC Augsburg)   |
| 59 | OB   | Marius Elvius                              |
| 71 | PO   | Masaki Murata                              |
| 99 | BR   | Gustav Knudsen                             |

## Trenerzy klubu od 1990
| - Ebbe Skovdahl (1990–1991) - Allan Simonsen (1991–1994) - Ole Fritsen (1994–1999) - Poul Erik Andreasen (2000) - Keld Bordinggaard (2001–2002) - Frank Petersen (2002–2003) - Henrik Brandenborg (2003) - Steen Thychosen (2003) - Jens Tang Olesen (2004) - Hans Lauge & Mogens Nielsen (2004) - Frank Andersen (2004–2005) - Lasse Christensen & Jesper Søgaard (2005) - Kim Poulsen (2006–2007) - Ove Christensen (2007–2009) - Lasse Christensen & Ole Schwennesen (2009) | - Mats Gren (2009–2011) - Viggo Jensen (2011) - Nicolai Wael (2011–2013) - Kim Brink (2013) - Tonny Hermansen (2013–2014) - Klebér Saarenpää (2014–2016) - Steen Thychosen (2016) - Andreas Alm (2016–2017) - Adolfo Sormani (2017–2019) - Constantin Gâlcă (2019–2021) - Carit Falch (2021) - Peter Sørensen (2021–2022) - Ivan Prelec (2022–2024) - Mihai Teja (2024–) |